# ستان مون
ستان مون (بالإنجليزية: Stan Moon)‏ هو لاعب كرة قدم أسترالية أسترالي، ولد في 8 يناير 1927، وتوفي في 3 أغسطس 2012.

## وصلات خارجية
- ستان مون على موقع AustralianFootball.com (الإنجليزية)
- ستان مون على موقع AFLtables.com (الإنجليزية)